# Gilles III (évêque de Rennes)
Gilles III (évêque de Rennes)   est évêque de Rennes  en 1308.

## Contexte
Selon l'abbé Amédée Guillotin de Corson, Gilles III est le 40e évêque de Rennes. Il prête serment au duc de Bretagne en mars 1308 et meurt le 27 septembre de la même année. Son temporel qui avait été affermé en 1307 pour la somme de 1000 francs, est saisi par les officiers ducaux.
Ce prélat n'est pas mentionné par la Gallia Christiana qui fait de Guillemus II le successeur de Yvo Ier.